# Neptis sappho
Neptis sappho är en fjärilsart som beskrevs av Peter Simon Pallas 1771. Neptis sappho ingår i släktet Neptis och familjen praktfjärilar. Inga underarter finns listade i Catalogue of Life.

## Bildgalleri

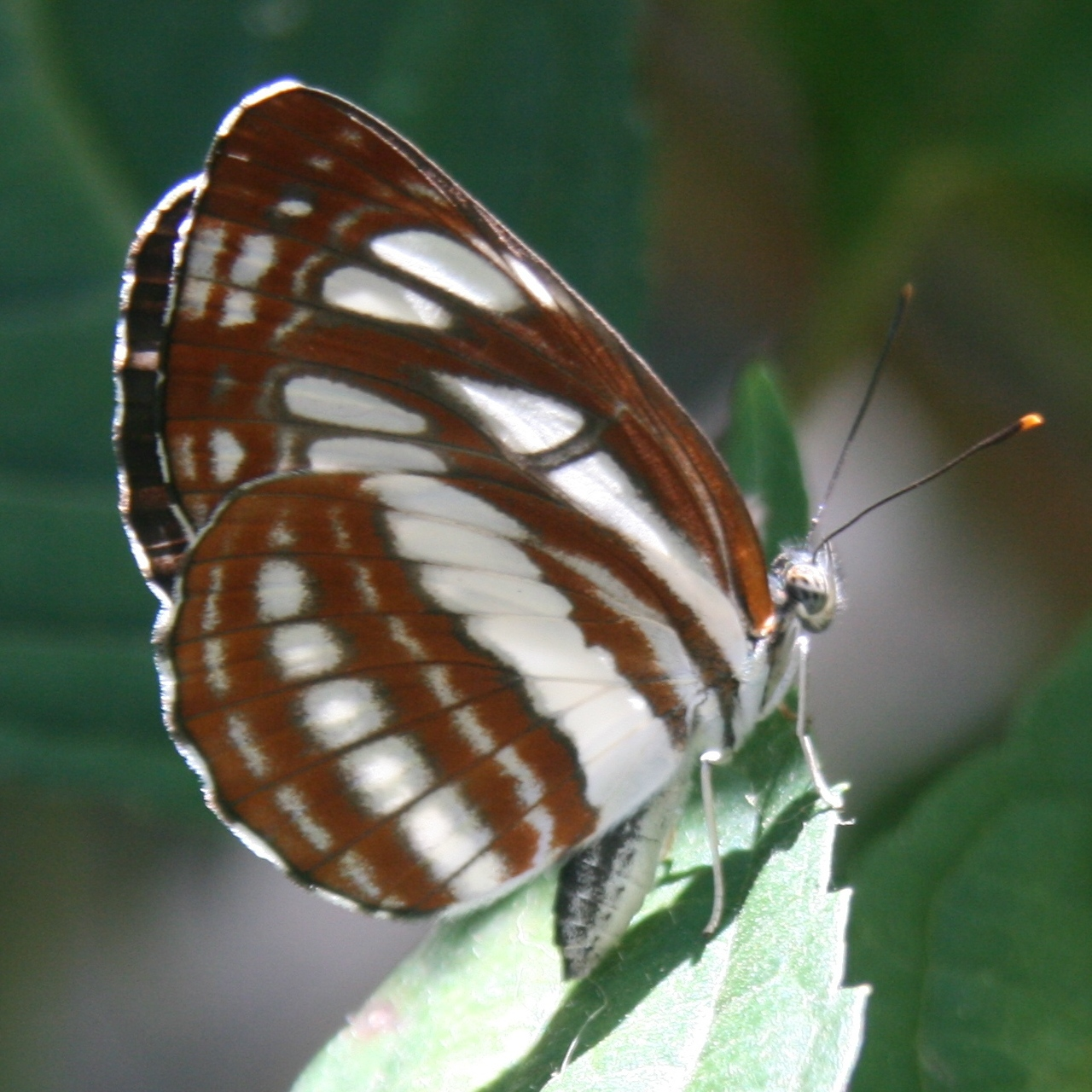
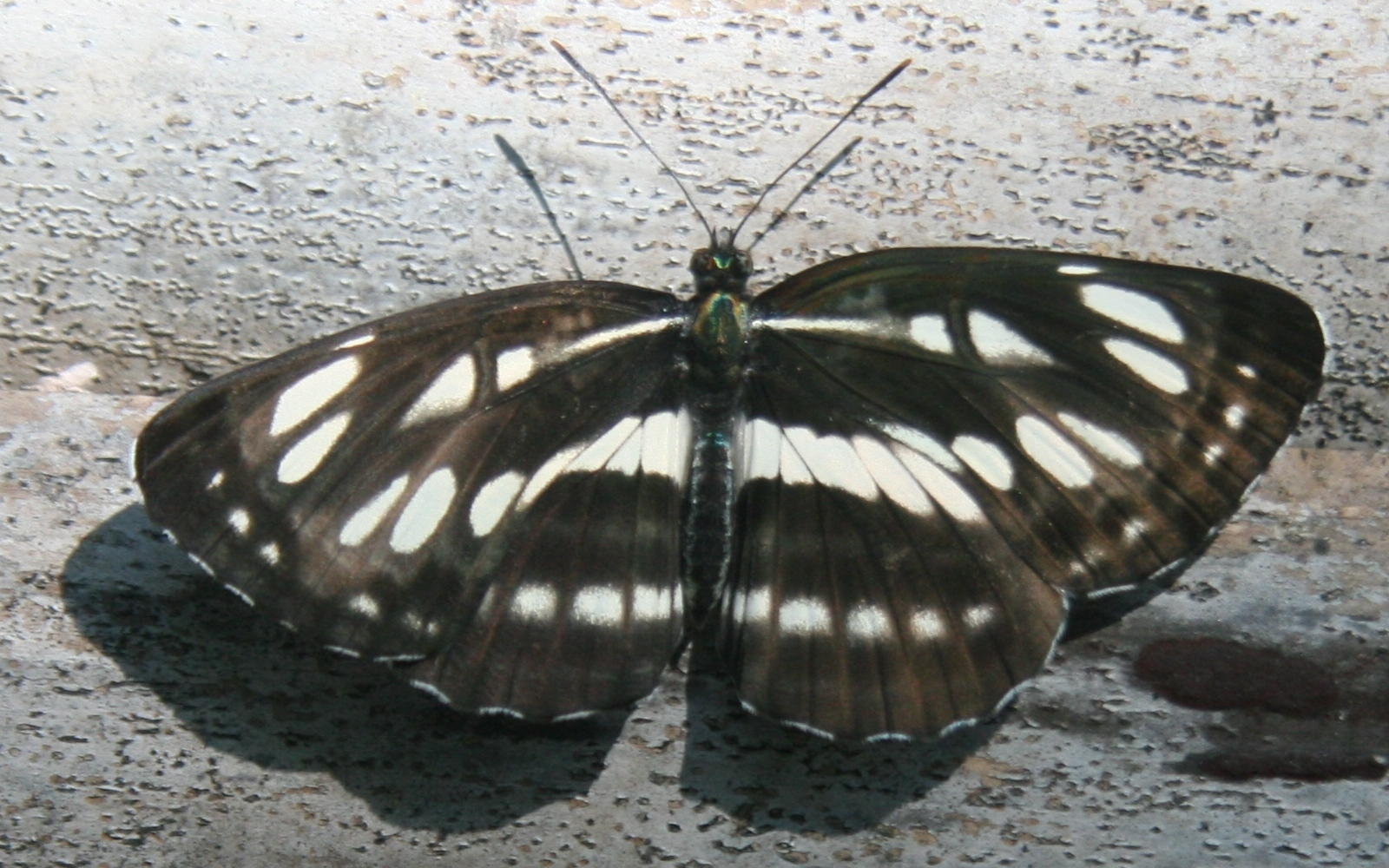
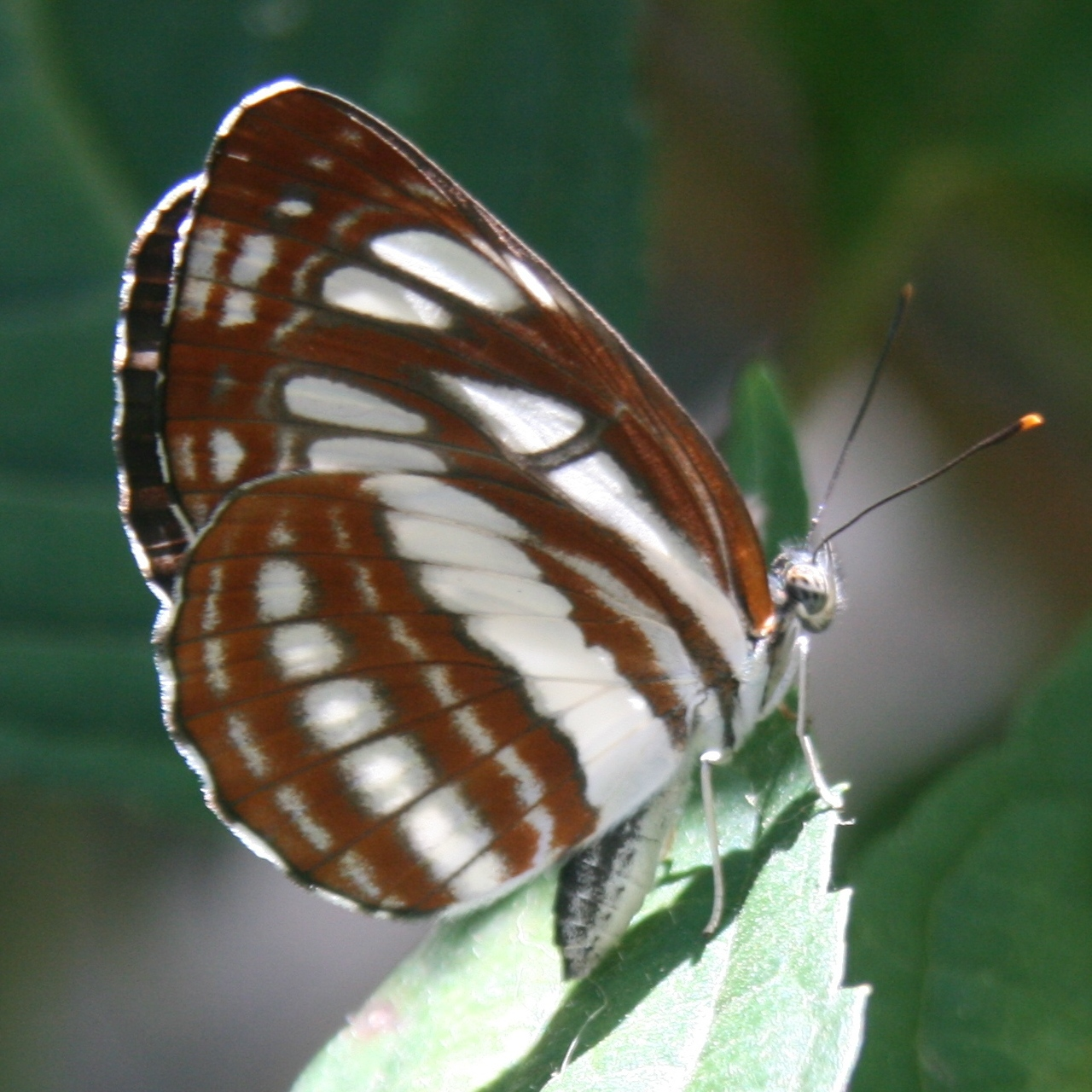
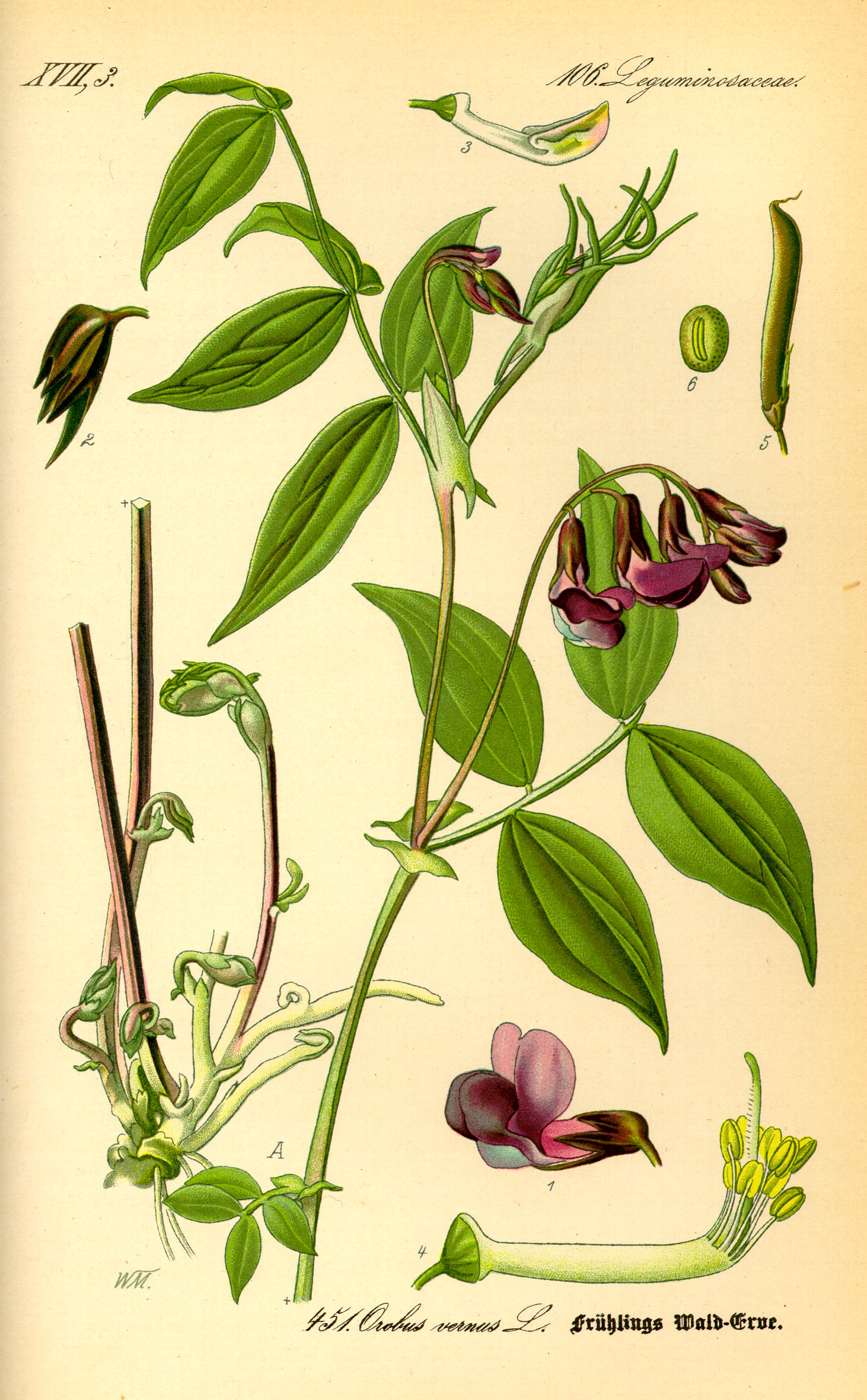